# Philo Township (comté de Champaign, Illinois)
Philo Township est un township du comté de Champaign dans l'Illinois, aux États-Unis,. Il est fondé sous le nom de Hale Township mais rebaptisé Philo Township, le 30 avril 1860.

## Source de la traduction
- (en) Cet article est partiellement ou en totalité issu de l’article de Wikipédia en anglais intitulé « Philo Township, Champaign County, Illinois » (voir la liste des auteurs).